# George Henry Thomas
Pour les articles homonymes, voir Thomas.
George Henry Thomas, né le 31 juillet 1816 à Newsoms (Virginie, États-Unis) et mort le 28 mars 1870 à San Francisco (Californie), est un général américain.
Le major général Thomas, tacticien aguerri, est un officier originaire de Virginie qui, à la différence du général Lee, est resté fidèle à l'Union lors de la guerre de Sécession. Il est surnommé le « Rocher de Chickamauga » (Rock of Chickamauga) en raison de son imperturbabilté durant les combats.

## Biographie
George Henry Thomas fréquenta l'académie militaire de West Point et devint, en 1840, lieutenant d'artillerie. En 1841, il combattit en Floride contre les Séminoles et fut engagé dans la guerre américano-mexicaine (1846-1848). Il participe à la guerre de l'Utah.
Au début de la guerre de Sécession, en 1861, il fut commandant de cavalerie avec les États du Nord et obtint le commandement de la cavalerie du front ouest. Le 2 juillet 1861, lors de la bataille de Hoke's Run, la brigade de Thomas fait partie des unités qui sont principalement engagées.

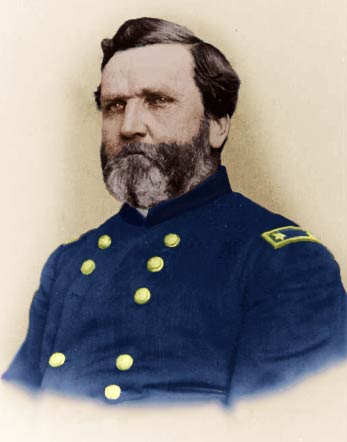
Portrait coloré de George Henry Thomas.

Après un bref service dans l'est, il fut envoyé au Kentucky et par la suite au Tennessee. Arrivant trop tard pour la bataille de Shiloh, il remplaça Grant comme commandant de l'armée du Tennessee. Après avoir participé à la lente avancée de Halleck sur Corinth, il est revenu au Kentucky et a combattu aussi bien à Perryville et à Stones River dans la campagne de Tullahoma.
Le 19 janvier 1862, il combattit à la bataille de Mill Springs, et se distingua à la bataille de Chickamauga des 19 septembre et 20 septembre 1863 par son imperturbabilité et sa circonspection.
Après la défaite à Chickamauga, l'armée fut assiégée par les confédérés à Chattanooga et Grant reçu tout le commandement de l'Ouest et fut envoyé avec des renforts pour la soulager. Il donna des ordres doubles, l'un partant pour Rosecrans commandant de l'armée du Cumberland et l'autre nommant Thomas pour le poste. Grant choisi Thomas pour le commandement.
Ce furent les hommes de Thomas qui ont brisé les positions confédérées de Bragg à la bataille de Chattanooga, à Missionary Ridge.
En 1864, il commanda l'armée du Cumberland sous William T. Sherman depuis la marche sur Atlanta (voir campagne d'Atlanta), jusqu'au Tennessee. Il sortit victorieux de la bataille de Nashville des 15 et 16 décembre 1864.
Après la chute d'Atlanta, Sherman l'envoya avec deux corps pour combattre John Bell Hood qui essayait de d'attaquer les arrières l'armée fédérale à nouveau dans le Tennessee en attaquant les lignes approvisionnements de Sherman.
Après avoir pris position à Nashville, il attaqua et entraîna l'armée rebelle du Tennessee dans l'un des combats les plus décisifs de la guerre. La force de Hood fut en grande partie détruite ou dispersée et ne fut plus une menace pendant le reste de la guerre.

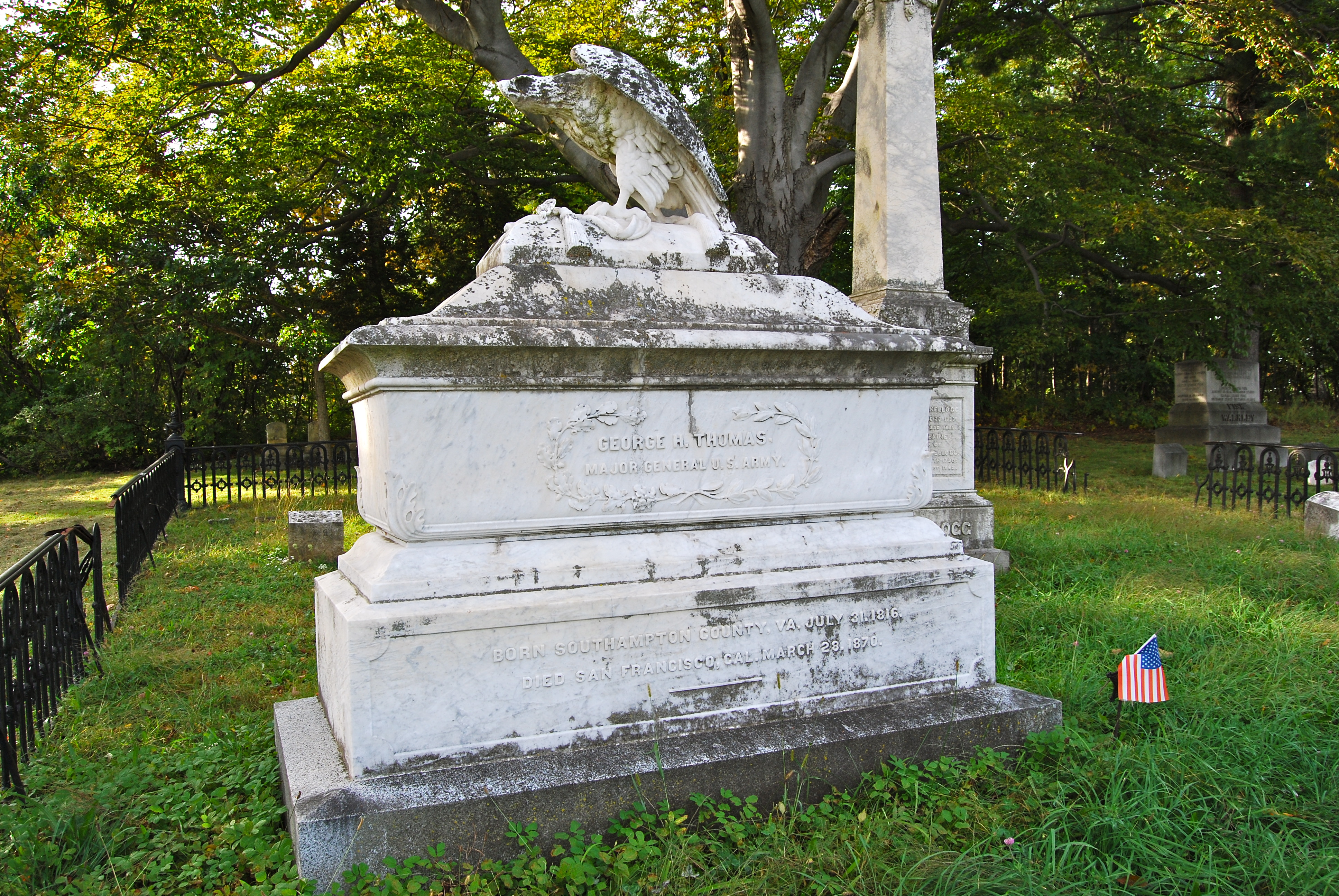
Tombe de George Henry Thomas au cimetière d'Oakwood, État de New York.

Après la guerre, il dirigea un commando militaire dans le Kentucky et dans le Tennessee jusqu'en 1869, puis à San Francisco. Thomas fut affecté au commandement sur la côte du Pacifique. Il a tenu ce poste jusqu'à sa mort en 1870.